# Élection présidentielle française de 1894
L'élection présidentielle française de 1894 s'est déroulée le 27 juin 1894. Elle avait pour but de pourvoir la succession du président Sadi Carnot, assassiné le 24 juin 1894. Le président modéré de la Chambre des députés Jean Casimir-Perier fut élu dès le premier tour.

## Résultats
Le Président du Conseil Charles Dupuy, qui assure l'intérim de la présidence de la République, fait part de ses intentions présidentielles dès le 25 juin 1894. Son principal adversaire est le candidat éternel de l'Union républicaine Henri Brisson, qui en est à sa troisième tentative. Mais à la réunion des deux chambres le 27 juin, le président de la Chambre des députés Jean Casimir-Perier fait part de sa candidature au groupe des républicains modérés, ce qui lui permet d'attirer les voix de nombreux parlementaires en sa faveur et d'être élu.
| Candidats            | Candidats            | Étiquettes                   | Premier tour | Premier tour |
| Candidats            | Candidats            | Étiquettes                   | Voix         | %            |
| -------------------- | -------------------- | ---------------------------- | ------------ | ------------ |
|                      | Jean Casimir-Perier  | Républicain opportuniste     | 451          | 53,37        |
|                      | Henri Brisson        | Républicain radical          | 195          | 23,08        |
|                      | Charles Dupuy        | Républicains de gouvernement | 97           | 11,48        |
|                      | Victor Février       | Militaire conservateur       | 53           | 6,27         |
|                      | Emmanuel Arago       | Républicain opportuniste     | 27           | 3,20         |
|                      | Divers               | Divers                       | 22           | 2,60         |
|                      |                      |                              |              |              |
| Suffrages exprimés   | Suffrages exprimés   | Suffrages exprimés           | 845          | 99,29        |
| Votes blancs ou nuls | Votes blancs ou nuls | Votes blancs ou nuls         | 6            | 0,71         |
| Total                | Total                | Total                        | 851          | 100          |

## Suites
Lors de sa prise de fonction, le soir même, Jean Casimir-Perier se voit contraint de garder Dupuy comme président du Conseil. Leur mésentente conduit à leur démission en janvier 1895, sur la demande de la Chambre des députés.